# Future Nostalgia
Future Nostalgia é o segundo álbum de estúdio da cantora britânica-albanesa Dua Lipa, lançado em 27 de março de 2020 através da Warner Records. O processo de gravação começou em janeiro de 2018, recrutando compositores e produtores como Jeff Bhasker, Ian Kirkpatrick, Stuart Price, Danja, The Monsters e Strangerz, entre outros. Em termos musicais, Lipa descreveu o álbum como "uma aula de dança", onde o projeto é marcado pelos gêneros pop, disco, synthpop, electropop, house, funk, new wave, techno e EDM, com inspirações nos estilos musicais nas décadas de 1970, 1980 e 1990, trazendo um som "futurista" e "nostálgico". De acordo com a própria interprete, o álbum conta com influências de artistas como Madonna, Gwen Stefani, Moloko, OutKast e Blondie.
O álbum é procedido por seis singles, junto com a faixa-título como single promocional. "Don't Start Now" foi lançada em 31 de outubro de 2019, como o primeiro single do álbum, obtendo sucesso de crítica e comercial. A canção se tornou sua primeira entrada no top-três na parada Billboard Hot 100. "Physical" e "Break My Heart" foram lançadas como segundo e terceiro singles, respectivamente, ambos alcançando o top-dez na UK Singles Chart. "Hallucinate" e um remix de "Levitating" com DaBaby foram lançados como o quarto e o quinto singles em 17 de julho e 1 de outubro de 2020, respectivamente; este último rendeu ao álbum seu segundo single top-cinco na Billboard Hot 100 e o terceiro da carreira de Lipa, seguindo "New Rules" (2017). O álbum estava originalmente previsto para ser lançado em 3 de abril de 2020, mas foi adiado depois de vazar duas semanas antes. Para promover o álbum, Lipa embarcou na Future Nostalgia Tour, começando em fevereiro de 2022 e foi concluído em novembro do mesmo ano.
Future Nostalgia recebeu grande aclamação dos críticos de música, muitos dos quais elogiaram a produção e sua coesão. Comercialmente, o álbum chegou ao topo das paradas em treze países e alcançou o top-dez em trinta e um países. No Reino Unido, chegou ao topo da UK Albums Chart por quatro semanas não consecutivas, tornando-se seu primeiro álbum a fazê-lo o feito. No 63.ª Grammy Awards, Future Nostalgia foi Indicado para Álbum do Ano e ganhou Melhor Álbum Vocal de Pop, enquanto "Don't Start Now" foi indicada para Gravação do Ano, Canção do Ano e Melhor Performance Solo de Pop.
Future Nostalgia foi sucedido por seu álbum de remixes, Club Future Nostalgia, lançado em 28 de agosto de 2020. Uma edição francesa de Future Nostalgia foi lançada em 27 de novembro de 2020, que incluí o single "Fever". Uma reedição do álbum, intitulada The Moonlight Edition, foi lançada pela Warner em 11 de fevereiro de 2021, juntamente com seu primeiro single, "We're Good".

## Antecedentes
Após o lançamento de Dua Lipa: Complete Edition em outubro de 2018, a edição deluxe expandida do álbum de estreia de Lipa e o single "Swan Song" em janeiro de 2019, lançado em promoção de Alita: Battle Angel (2019), Lipa confirmou que estava trabalhando em um novo álbum. Em outubro de 2019, Lipa começou a considerar o álbum uma nova "era", antes de apagar suas publicações nas redes sociais no final daquele mês para anunciar o primeiro single, "Don't Start Now". Lipa afirmou que limpou suas redes sociais para provar a si mesma que a rede social não era real, que alguém poderia postar e escolher usar as plataformas da maneira que quisesse. Ela elaborou ainda que queria começar do zero com seu novo álbum, mas ela sempre teria suas memórias. Enquanto promovia "Don't Start Now", Lipa confirmou que anunciaria o álbum no final de novembro ou início de dezembro de 2019, junto com o lançamento da faixa-título.
Em 1 de dezembro de 2019, Lipa revelou o título do álbum através de uma tatuagem em seu bíceps esquerdo com o título, Future Nostalgia, ao mesmo tempo em que anunciava sua turnê de mesmo nome e que o álbum seria lançado em 2020. No mês seguinte, três canções ("Physical", "Break My Heart" e "If It Ain’t Me", uma colaboração inédita com Normani) vazaram online. Pouco depois, em 29 de janeiro de 2020, Lipa anunciou que o álbum seria lançado em 3 de abril daquele ano. No dia seguinte, a lista de faixas foi revelada e o álbum foi disponibilizado para pré-encomenda. No final de março, o álbum inteiro vazou e o lançamento foi antecipado em uma semana para 27 de março de 2020. Lipa também expressou sua preocupação sobre o lançamento de música durante a pandemia de COVID-19.

## Capa e título

### Capa
A capa de Future Nostalgia foi fotografada pelo fotógrafo francês Hugo Comte, que também cuidou da direção criativa e das fotografias associadas à campanha do álbum, com Guillaume Sbalchiero cuidando do design. Foi fotografada em 13 de novembro de 2019, e Lipa o revelou em 29 de janeiro de 2020, junto com o anúncio da data de lançamento do álbum. Durante as fotografias, Comte repetiu uma canção para cada foto, a fim de deixar Lipa no clima para ele tirar a foto certa.
[Lipa] realmente acreditou em mim e me deu total liberdade criativa. [Quando] estou no set com Dua Lipa, preciso entender a maneira como ela se vê. Preciso encontrar um equilíbrio entre a visão que ela tem de si mesma e a visão que quero criar para ela. [Future Nostalgia] é baseado na mudança. Todo o seu personagem, toda a sua música é redefinida. Todo o conceito é baseado na transição entre a nostalgia e o futuro. Ela é muito determinada. Ela é como uma [super-heroína] da Marvel ou personagem de desenho animado. Ela tem superpoderes; ela é incrível. O fotógrafo do álbum, Hugo Comte, a falar sobre Lipa e a capa do 'Future Nostalgia'.
A capa de Future Nostalgia apresenta Lipa em um veículo retrô Googie, que pode ser visto na cena de restaurantes em Pulp Fiction (1994) nos anos 1950. Um céu escuro com uma lua azul, que foi uma escolha estilística, aparece atrás dela. Lipa usa uma camisa rosa com botões no estilo dos anos 1950, que está amarrada com um nó na cintura. Seus acessórios incluem brincos de argola de ouro, com um normal em uma orelha e um deformado na outra, e vários anéis. Ela também usa luvas brancas compridas, com as quais segura o volante. Lipa tem seus cabelos loiros e morenos presos em um coque.

### Título
Lipa originalmente pretendia chamar o álbum de Glass House. Depois de trabalhar no álbum por quase um ano, Lipa propôs um novo título, Future Nostalgia, enquanto estava a caminho de um programa de rádio em Las Vegas na época do American Music Awards de 2018. Depois de descobrir isso, Lipa enviou uma mensagem para seu A&R, no qual eles responderam que é como o nome de um bebê, eles não podiam contar a ninguém. Ela queria criar um disco com as memórias nostálgicas de sua infância e a música que seus pais ouviam e dar um toque moderno a ele com elementos futuristas, e é por isso que ela escolheu o título. O objetivo é descrever "um futuro de possibilidades infinitas enquanto aproveita o som e o clima de algumas músicas antigas". "Glass House" foi mais tarde usada como letra na faixa-título do álbum.

## Gravação
Lipa começou a trabalhar no Future Nostalgia em janeiro de 2018 e terminou em novembro de 2019. No entanto, durante o primeiro ano de produção, ela ainda estava promovendo seu primeiro álbum na Self-Titled Tour e ainda estava descobrindo a direção que queria seguir. Lipa começou a pensar em idéias para o álbum antes de Dua Lipa ser lançado em junho de 2017. Depois de descobrir o título do álbum, ela trabalhou ao contrário, descobrindo o som e o conteúdo lírico que desejava. Ela se desafiou a sair de sua zona de conforto para que a música pudesse ficar como suas canções pop clássicas favoritas, sendo inspirada por Gwen Stefani, Madonna, Moloko, Blondie e Outkast. Após a turnê, Lipa aspirada ter um elemento mais vivo no disco, misturado com uma produção eletrônica moderna, mas ainda ter a sensibilidade pop de seu primeiro disco. Lipa achou que seu som havia "amadurecido naturalmente".
A maior parte do álbum foi gravado em um período de nove meses depois de obter seu título, onde ela tinha sessões todos os dias, incluindo alguns no Geejam Studios, na Jamaica. Lipa gravou mais de 60 canções para o álbum, incluindo colaborações inéditas com os produtores Max Martin, Nile Rodgers, Mark Ronson, e Pharrell Williams, bem como uma colaboração com Normani intitulada "If It Ain’t Me", e "Bad To You", uma canção com Ariana Grande. "Bad To You" foi lançado mais tarde por Grande, Normani e Nicki Minaj na trilha sonora de Charlie’s Angels depois que Lipa e Grande foram incapazes de terminar suas respectivas partes devido a conflitos de agenda. Foi revelado que o single "Un Dia (One Day)" de Lipa com J Balvin, Bad Bunny e Tainy era para ser gravado durante as sessões de Future Nostalgia.
Future Nostalgia foi produzido pelos anteriores colaboradores de Lipa, Koz, Ian Kirkpatrick e TMS, bem como pelos colaboradores Jeff Bhasker, Jason Evigan, SG Lewis, Lindgren, The Monsters & Strangerz, Stuart Price, Take a Daytrip e Andrew Watt. Lipa trabalhou anteriormente com Koz, Kirkpatrick e TMS no seu álbum de estreia autointitulado. Koz foi o produtor mais frequente do álbum, produzindo quatro das suas canções e coescrevendo duas. Price, que é conhecido por coproduzir Confessions on a Dance Floor de Madonna, não tem créditos de composição no álbum, no entanto, ele produziu três canções e serve como um produtor adicional em uma das canções do álbum. Evigan produziu uma canção e coescreveu duas, enquanto Kirkpatrick, que é conhecido por produzir "New Rules", de Lipa, coescreveu e produziu duas canções. Bhasker, TMS, Lewis, Watt, The Monsters & Strangerz, Lindgren e Take a Daytrip têm apenas um crédito de produção e composição. Outros artistas com créditos de composição incluem Julia Michaels, Tove Lo e Emily Warren.

## Singles
O primeiro single de Future Nostalgia, "Don't Start Now", foi lançado em 31 de outubro de 2019. A canção foi enviada para rádios mainstream na Austrália, Itália, Estados Unidos e Reino Unido. Foi aclamada por críticos musicais, muitos dos quais elogiaram seus elementos disco e dos anos 1980, ao mesmo tempo em que observaram o crescimento do som e da voz de Lipa. A canção foi um sucesso comercial chegando ao número dois no UK Singles Chart e na Billboard Hot 100 do EUA, se tornando seu primeiro top três na parada do último, onde também recebeu certificação de platina dupla em ambos os países. Além disso, entrou no top 10 em mais de 40 outros países, e recebeu certificações em mais de 10 países. O vídeo musical foi dirigido por Nabil Elderkin e filmado no Brooklyn. Apresenta clipes de Lipa em um baile de máscaras e em uma boate lotada. Vários remixes de "Don't Start Now" foram lançados, incluindo alguns de Dom Dolla, Kungs e Regard.
"Physical" foi lançada como o segundo single do álbum em 30 de janeiro de 2020, depois que seu título foi revelado em um anúncio do Spotify no início do mês. A canção foi enviada para rádios mainstream na Austrália, Itália e Reino Unido. A canção recebeu críticas positivas da crítica, com muitos elogiando seus elementos dos anos 1980. Alcançou o terceiro lugar na UK Singles Chart, e o número 60 na Billboard Hot 100 dos EUA, mesmo não sendo promovida nas rádios estadunidenses. Recebeu certificação de platina no Canadá, Espanha e Reino Unido, e diamante no Brasil. O vídeo musical de "Physical" foi dirigido pela equipe de produção catalã, Canada, e filmado na Fira de Barcelona na Plaça d'Espanya, Barcelona. O visual é baseado em um diagrama de Venn do duo de artistas suíços Peter Fischli e David Weiss de sua série Order and Cleanliness (1981), e apresenta Lipa e um grupo de dançarinos dançando em um armazém, incorporando animação inspirada em anime. A canção foi promovida com o lançamento de um vídeo de malhação inspirado na década de 1980, dirigido por Daniel Carberry, e apresentando Lipa e os membros da classe conduzindo os telespectadores através de rotinas fitness. Um remix de "Physical" com a cantora sul-coreana Hwasa do grupo feminino Mamamoo foi lançado em 18 de março de 2020.
"Break My Heart" foi anunciada como o terceiro single do álbum no Sunrise, e foi lançada em 25 de março de 2020. Recebeu críticas positivas dos críticos, que elogiaram a sua produção. A canção se tornou a maior estreia de Lipa na Billboard Hot 100, onde estreou em 21. A canção finalmente alcançou o número 13 na parada e número 6 no UK Singles Chart. Além disso, atingiu o top 10 de 17 outros países. O vídeo dirigido por Henry Scholfield foi filmado na Bulgária e inspirado por Pedro Almodóvar e nos anos 1990. Ele apresenta um conjunto de clipes de slides, com Lipa em muitos cenários, indo de vulnerável a empoderado. Um vídeo animado dirigido por Marco Pavone também foi lançado, com Lipa em busca de um coração de cristal e lutando contra robôs gigantes. Remixes de Jax Jones e Joris Voorn também foram lançados.
"Hallucinate" foi anunciada em julho de 2020 para ser lançada como o próximo single do álbum, sendo oficialmente enviada para rádios mainstream no Reino Unido em 17 de julho de 2020 como o quarto single do álbum. Tal como o seu antecessor, recebeu críticas positivas pela sua produção, alcançando comercialmente o número 31 no UK Singles Chart. O vídeo musical animado dirigido por Lisha Tan foi inspirado na década de 1970 e no Studio 54, e criado durante a pandemia de COVID-19, com equipes de animações trabalhando em Paris, Londres e Los Angeles. As características visuais mostram Lipa indo em uma aventura psicadélica, alucinante depois de cheirar uma flor. Remixes de "Hallucinate" de Paul Woolford e Tensnake foram lançados.
Depois de ser anunciada como single em agosto de 2020 e ser promovido às rádios como single promocional, um remix de "Levitating" com o rapper norte-americano DaBaby foi lançado como o quinto single de Future Nostalgia em 1 de outubro de 2020. Também serve como terceiro single do álbum nos Estados Unidos, sendo enviada para rádios mainstream do país cinco dias depois.
"Fever" com a cantora belga Angèle foi lançada em 29 de outubro de 2020 como o sexto single exclusivamente na França e na Bélgica, promovendo a edição francesa de Future Nostalgia. A canção alcançou a posição 79 na UK Singles Charts, assim como alcançou o topo das paradas Ultratop da Valônia e Flandres, Bélgica e da França. Além disso, entrou no top 10 das paradas na Hungria e na Suíça. A canção recebeu um vídeo musical em 6 de novembro de 2020, dirigido por We are from L.A., e apresenta Lipa e Angèle explorando as ruas de Londres. As duas promoveram o single com uma performance no NRJ Music Awards de 2020. "Cool" foi adicionada na trilha sonora do filme Work It (2020) da Netflix, enquanto "Love Again" foi tema de um episódio de Song Exploder, uma série na plataforma.
"Love Again" foi anunciada em 11 de março de 2021 para ser lançada como o próximo single do álbum, sendo oficialmente enviada para rádios mainstream na França como o sexto single do álbum.
A faixa-título foi confirmada para ser lançada como single promocional em novembro de 2019, e foi oficialmente lançada em 13 de dezembro de 2019, sendo lançada a fim de manter os fãs de Lipa engajados até 2020. Recebeu críticas mistas a positivas dos críticos, com muitos elogiando a produção e as letras, e muitos comentando sobre sua natureza experimental. A canção teve um sucesso moderado na Europa, entrando nas paradas da Irlanda, Escócia e Espanha, enquanto alcançou a posição 63 na UK Singles Downloads Chart e 11 na NZ Hot Singles Chart. A canção foi acompanhada por um lyric video, gravado em uma casa retrô dos anos 1960 em um pequeno lago, onde Lipa dança, bebe álcool e joga bola de golfe.

## Recepção crítica
| Críticas profissionais | Críticas profissionais |
| Pontuações agregadas   | Pontuações agregadas   |
| Fonte                  | Avaliação              |
| ---------------------- | ---------------------- |
| Metacritic             | 88/100                 |
| Avaliações da crítica  |                        |
| Fonte                  | Avaliação              |
| Clash                  | 9/10                   |
| DIY                    | [ 97 ]                 |
| The Independent        | [ 98 ]                 |
| The Irish Times        | [ 99 ]                 |
| The Line of Best Fit   | 9/10                   |
| NME                    | [ 101 ]                |
| Slant Magazine         | [ 102 ]                |
| The Telegraph          | [ 103 ]                |
| Rolling Stone          | [ 104 ]                |
| Pitchfork              | 7.5/10                 |

Future Nostalgia recebeu muitos elogios dos críticos de música. No Metacritic, que atribui uma classificação padrão de 100 às críticas convencionais, o álbum recebeu uma classificação média de 88, com base em dezenove críticas, indicando "aclamação universal". 
Ao escrever para a NME, Rhian Daly escreveu que a Future Nostalgia "é uma coleção ousada e brilhante de majestade pop para afastar sua fome por ... mesmo que apenas por um momento". Chris Taylor, do The Line of Best Fit, elogiou a direção de Lipa para o álbum e disse: “Future Nostalgia é um artista que está no controle total. Ele é construído sobre um espírito tão viciante e despreocupado que é difícil não deixar ir e ir com ele. A melhor estrela pop desta geração? Isso é para você decidir. Mas o Future Nostalgia faz um argumento muito convincente de que Dua Lipa poderia ser".

## Lista de faixas
Lista de faixas adaptadas do Apple Music.
| Edição padrão  |                     | |                                                   |         |  |
| N.º            | Título              | Compositor(es)                                                                                                   | Produtor(es)                                      | Duração |  |
| 1.             | "Future Nostalgia"  | Dua Lipa Clarence Coffee Jr. Jeff Bhasker                                                                        | Jeff Bhasker Skylar Mones [a]                     | 3:04    |  |
| 2.             | "Don't Start Now"   | Lipa Caroline Ailin Ian Kirkpatrick Emily Warren                                                                 | Ian Kirkpatrick                                   | 3:03    |  |
| 3.             | "Cool"              | Lipa Ebba Tove Nilsson Shakka Philip Camille Purcell Thomas Barnes Peter Kelleher Benjamin Kohn                  | TMS Stuart Price                                  | 3:29    |  |
| 4.             | "Physical"          | Lipa Clarence Coffee Jr. Jason Evigan                                                                            | Evigan [b] Koz Gian Stone [c] Lorna Blackwood [c] | 3:13    |  |
| 5.             | "Levitating"        | Lipa Katy Perry Hudson Coffee Jr. Stephen Kozmeniuk                                                              |                                                   | 3:23    |  |
| 6.             | "Pretty Please"     | Lipa Julia Michaels Furoyen Kirkpatrick                                                                          |                                                   | 3:14    |  |
| 7.             | "Hallucinate"       | Lipa Sophie Cooke Samuel George Lewis Stuart Price                                                               | Price SG Lewis Lauren D'Elia                      | 3:28    |  |
| 8.             | "Love Again"        | Lipa Chelcee Grimes Coffee Jr. Kozmeniuk                                                                         |                                                   | 4:18    |  |
| 9.             | "Break My Heart"    | Lipa Alexandra Tamposi Andrew Wotman Stefan Johnson Jordan Johnson Blair Gormal Michael Hutchence Andrew Farriss | Andrew Watt The Monsters and the Strangerz        | 3:41    |  |
| 10.            | "Good in Bed"       | Lipa Melanie Fontana Taylor Upsahl Michel Schulz David Biral Denzel Baptiste                                     | Lindgren Take A Daytrip                           | 3:38    |  |
| 11.            | "Boys Will Be Boys" | Lipa Jason Evigan Justin Tranter Kennedi                                                                         | Koz                                               | 2:46    |  |
| Duração total: | Duração total:      | Duração total:                                                                                                   | Duração total:                                    | 37:17   |  |

| Edição japonesa (faixas bônus) |                                                |         |  |
| N.º                            | Título                                         | Duração |  |
| 14.                            | "Don't Start Now" (Live in LA remix)           | 5:40    |  |
| 15.                            | "Don't Start Now" (Purple Disco Machine remix) | 3:36    |  |
| 16.                            | "Physical" (Leo Zero Disco remix)              | 4:18    |  |
| Duração total:                 | Duração total:                                 | 51:42   |  |

#### Samples
- "Physical" interpola a letra do single de 1981 com o mesmo nome de Olivia Newton-John.[108]
- "Love Again" contém sample de "Your Woman", de White Town.[106]
- "Break My Heart" contém sample de "Need You Tonight", do INXS, escrito por Michael Hutchence e Andrew Farriss.[109]

## Desempenho comercial
"Future Nostalgia" debutou na 2° posição na parada de álbuns do Reino Unido, a UK Albums Chart, com 34,390 unidades, apenas 550 unidades atrás do album "Calm", da banda 5 Seconds of Summer. Em sua segunda semana na parada musical, o album alcançou o primeiro lugar no Reino Unido. O album permaneceu no topo do chart por mais três semanas não-consecutivas. O album também alcançou a primeira posição nos charts da Australia, Escócia, Eslováquia, Estônia, Finlândia, Lituânia, Irlanda, Nova Zelândia e República Checa. Em 17 de Abril o album recebeu o certificado de Prata pela British Phonographic Industry (BPI) por vender 60,000 unidades no Reino Unido. Atualmente o album já vendeu mais de 150,000 unidades no Reino Unido e já recebeu o certificado de Ouro.
"Future Nostalgia" debutou na quarta posição na Billboard 200, na semana de 11 de Abril de 2020, com vendas equivalentes a 66,000, das quais 18,000 representavam vendas de álbuns puros. "Future Nostalgia" se tornou o primeiro álbum a entrar entre os dez primeiros da parada músical o que significou um grande crescimento desde o seu album autointitulado, o Dua Lipa. Na semana seguinte, a coletânea caiu para a posição número 8, com vendas equivalentes a 38,000, permanecendo entre os dez albums mais vendidos da semana nos Estados Unidos. No mesmo país, alcançou ainda a terceira posição na Rolling Stone 200, sendo a primeira entrada de Dua Lipa na lista. 
Impulsionado pelos hits "Don't Start Now", "Physical" e "Break My Heart", o "Future Nostalgia" conquistou aclamação midiática e comercial vendendo mais de 3,000,000 cópias ao redor do globo, se tornando o segundo maior álbum feminino de 2020. No Reino Unido, é o album feminino mais vendido do ano, com mais de 200,000 cópias vendidas, ocupando o terceiro lugar na lista geral. O "Future Nostalgia" é também o álbum feminino com mais streams no Spotify de 2020 com mais de 2,900,000,000 streams, ocupando a quinta posição no chart anual da plataforma.

### Posições
| Tabela musical (2020)               | Melhor posição |
| ----------------------------------- | -------------- |
| Alemanha (GfK Entertainment Charts) | 4              |
| Austrália (ARIA Charts)             | 1              |
| Áustria (Ö3 Austria)                | 2              |
| Bélgica (Ultratop de Valônia)       | 5              |
| Bélgica (Ultratop de Flandres)      | 2              |
| Canadá (Billboard Canadian Albums)  | 2              |
| Chéquia (ČNS IFPI)                  | 1              |
| Coreia do Sul (GAON)                | 29             |
| Croácia (HDU)                       | 1              |
| Dinamarca (Hitlisten)               | 4              |
| Escócia (Scottish Albums Chart)     | 1              |
| Eslováquia (ČNS IFPI)               | 2              |
| Espanha (PROMUSICAE)                | 1              |
| Estados Unidos (Billboard 200)      | 3              |
| Estónia (Eesti Tipp-40)             | 1              |
| Finlândia (IFPI)                    | 1              |
| França (SNEP)                       | 5              |
| Grécia (IFPI)                       | 6              |
| Hungria (MAHASZ)                    | 1              |
| Irlanda (IRMA)                      | 1              |
| Itália (FIMI)                       | 3              |
| Japão (Billboard Japan)             | 26             |
| Japão (Oricon)                      | 24             |
| Letónia (LAIPA)                     | 1              |
| Lituânia (AGATA)                    | 1              |
| Noruega (VG-lista)                  | 2              |
| Nova Zelândia (Recorded Music NZ)   | 1              |
| Países Baixos (MegaCharts)          | 1              |
| Polónia (ZPAV)                      | 4              |
| Portugal (AFP)                      | 2              |
| Reino Unido (UK Albums Chart)       | 1              |
| Suécia (Sverigetopplistan)          | 4              |
| Suíça (Schweizer Hitparade)         | 4              |

## Certificações
| Região | Certificação | Vendas     |
| --- | ------------ | ---------- |
| Brasil (Pro-Música Brasil) | 2× Diamante  | 320,000‡   |
| Canadá (Music Canada) | 4× Platina   | 320,000‡   |
| Polônia | 4× Platina   | 80,000     |
| França (SNEP) | 3× Platina   | 300,000    |
| Nova Zelândia (RMNZ) | 3× Platina   | 45,000     |
| Noruega | 3× Platina   | 60,000     |
| Itália (FIMI) | 2× Platina   | 100,000    |
| Países Baixos (NVPI) | 2× Platina   | 80,000     |
| Espanha | 2× Platina   | 80,000     |
| Finlândia | 2× Platina   | 40,000     |
| Bélgica | 2× Platina   | 30,000     |
| Dinamarca | 2× Platina   | 40,000     |
| Estados Unidos | Platina      | 1,000,000  |
| Reino Unido (BPI) | Platina      | 300,000    |
| Portugal | Platina      | 15,000     |
| Austrália | Ouro         | 35,000     |
| Hungria | Ouro         | 2,000      |
| Mundo |              | 11,917,000 |
| *vendas baseadas apenas na certificação ^distribuições baseadas apenas na certificação ‡números de vendas+streaming baseados apenas na certificação |              |            |

## Históricos de lançamentos
| Local          | Data                | Formato(s)                                  | Edição   | Gravadora | Ref.    |
| -------------- | ------------------- | ------------------------------------------- | -------- | --------- | ------- |
| Vários         | 27 de março de 2020 | CD cassete download digital streaming vinil | Original | Warner    | [ 149 ] |
| Alemanha       | 27 de março de 2020 | CD download digital streaming vinil         | Original | Urban     | [ 150 ] |
| Reino Unido    | 27 de março de 2020 | CD vinil picture disc                       | Original | Warner    | [ 151 ] |
| Estados Unidos | 27 de março de 2020 | CD                                          | Original | Warner    | [ 152 ] |
| Japão          | 3 de abril de 2020  | CD                                          | Japonesa | Warner    | [ 153 ] |
| México         | 30 de abril de 2020 | CD vinil                                    | Original | Warner    | [ 154 ] |